# Cabells negres

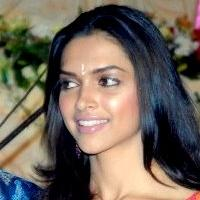
Actriu índia Deepika Padukone.

Els cabells negres, també anomenats cabells bruns, són el color de cabells més fosc i el més comú entre els éssers humans. És el tipus de cabells que conté la major quantitat de eumelanina.
Els cabells negres poden variar del límit amb el castany molt fosc (també anomenat bru) arribant fins a un color negre gairebé blau.
El primer color de cabells de l'Homo sapiens va ser molt probablement el negre, per això mateix està difós àmpliament en l'Àfrica negra, a l'àrea del Mediterrani (sud d'Europa, Pròxim Orient i nord d'Àfrica), sud d'Àsia, Extrem orient i entre els indígenes americans.
Es creu que com més negres són els cabells, més brillants són, però en realitat això és una il·lusió òptica perquè en els cabells més foscos s'evidencia millor en la lluentor; la lluentor es deu en realitat a la condició de la cutícula (la capa més externa del cabell) que quan està tancada permet que els cabells brillin. Aquesta condició de la cutícula es dona en els cabells naturals. Quan aquesta textura de cabells és a més negre, la lluentor és més evident. Això es presenta principalment en poblacions asiàtiques de l'extrem orient i en menor grau en poblacions natives d'Amèrica.
Els cabells negres també poden tenir altres textures com arrissat o ondat, perquè això no depèn del color sinó de l'estructura determinada en l'escorça (segona capa dels cabells). Tant el color del pèl com la seva textura depenen de l'herència genètica.
El pèl negre és més gruixut que el ros degut a la major pigmentació que fa augmentar el seu volum a nivell de la cutícula. Per aquesta mateixa raó les persones de pèl negre tenen un menor nombre de cabells que les de pèl ros.

## Imatges

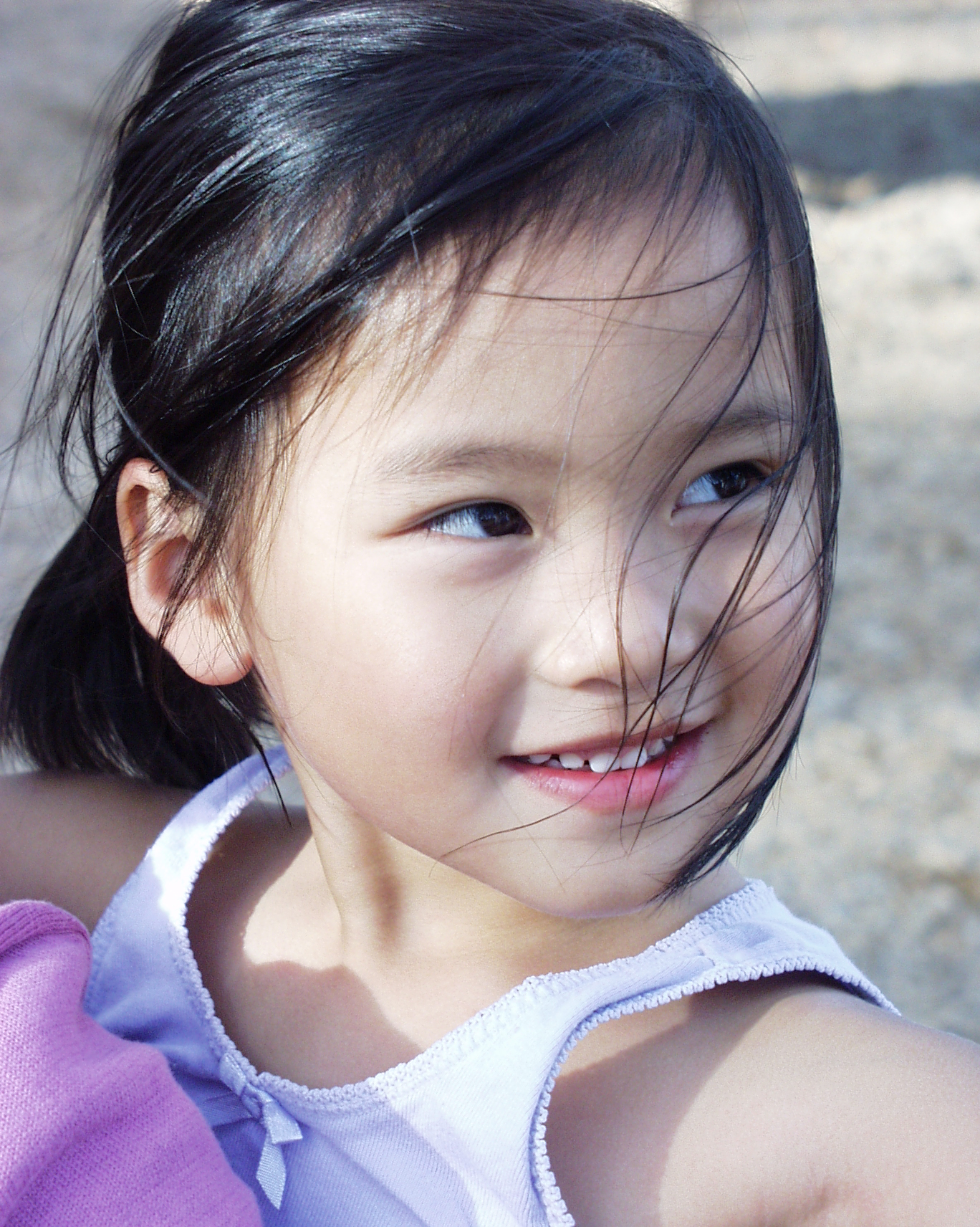
Nena asiàtica de cabell negre brillant
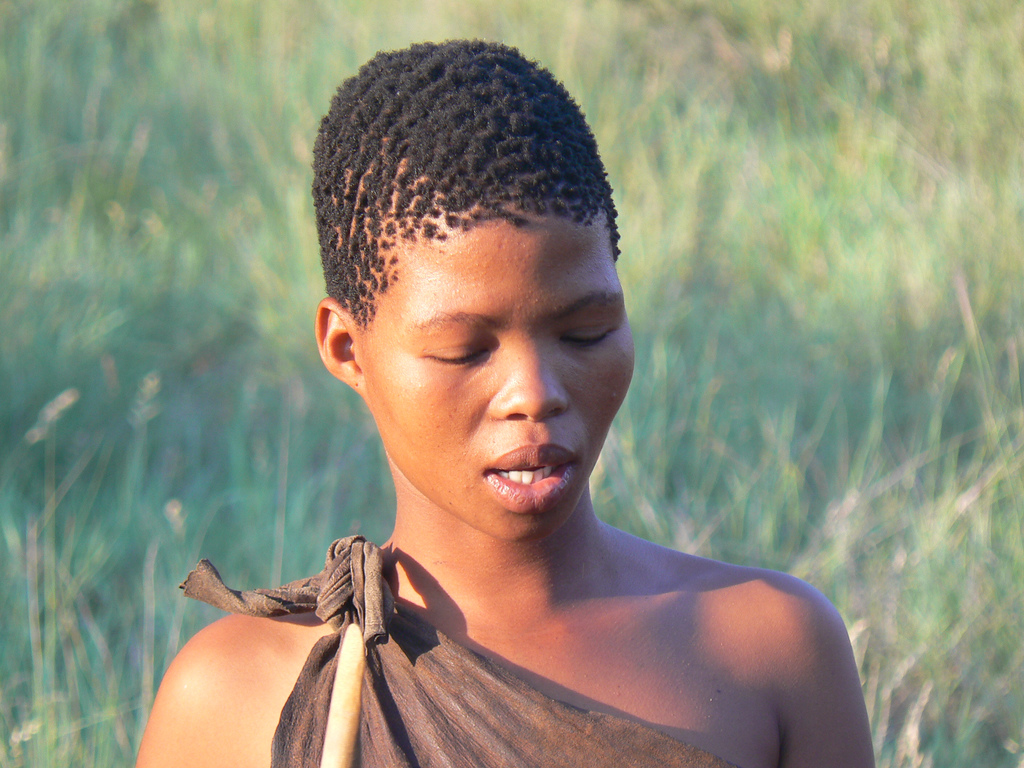
Dona san de Botswana
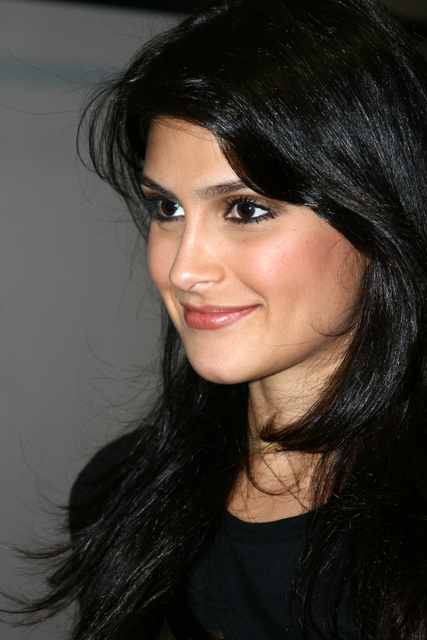
Model i actriu brasilera Natália Guimarãés.
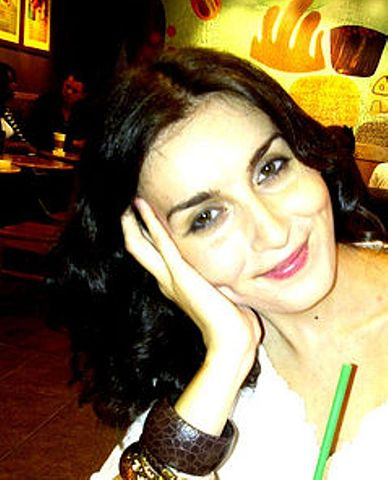
Jove circasiana (del Caucas rus)